# Untouched
Untouched – piosenka electropop stworzona przez Jessicę Origliasso, Lisę Origliasso i Toby’ego Gada na drugi album studyjny australijskiego duetu The Veronicas, Hook Me Up (2007). Wyprodukowany przez Gada, utwór wydany został jako drugi singel promujący krążek w Australii oraz jako pierwszy światowy.

## Informacje o singlu
The Veronicas wyznały, że kompozycja opowiada o „długiej relacji międzyludzkiej w dzisiejszych czasach, kiedy to rozmowy odbywają się przez telefon, a kontakt wzrokowy następuje wraz z uruchomieniem video chatu bez jakiegokolwiek bezpośredniego kontaktu”. Utwór wydany został jako drugi singel promujący album Hook Me Up dnia 10 grudnia 2007 w formatach CD oraz digital download stając się piątym singlem zespołu, który znalazł się w Top 10 oficjalnego, australijskiego notowania najchętniej kupowanych singli osiągając pozycję #2. W Stanach Zjednoczonych „Untouched” ukazał się za pośrednictwem witryn internetowych iTunes Store oraz Napster dzień po premierze radiowej w stacji XM Satellite Radio dnia 8 września 2008. W tymże kraju piosenka stała się hitem zyskując wysoką ilość emitowań w największym radiu w Nowym Jorku WHTZ. Na oficjalnej liście iTunes najczęściej pobieranych utworów w Stanach Zjednoczonych, utwór zajął miejsce #14. Na notowaniu Billboard Hot 100 „Untouched” osiadł na pozycji #17 stając się pierwszą piosenką duetu, która znalazła się na liście. Piosenka znalazła się na oficjalnej ścieżce dźwiękowej gry FIFA 09. Kompozycję usłyszeć można było w programach So You Think You Can Dance w Australii, Kanadzie oraz Stanach Zjednoczonych.

## Wydanie singla
Utwór pojawił się w australijskich rozgłośniach radiowych dnia 21 listopada 2007 i była to najchętniej emitowana w piosenka w ówczesnym tygodniu. 17 grudnia 2007 singel zadebiutował na pozycji #4 notowania najchętniej kupowanych utworów w Australii. Następnego tygodnia kompozycja znalazła się na miejscu #2, pozostając na nim przez trzy tygodnie tuż za podium, na którym znajdowała się piosenka „Apologize” zespołu OneRepublic. „Untouched” stał się siedemdziesiątym ósmym w kolejności najchętniej kupowanych singli w roku 2007 w Australii.
W Stanach Zjednoczonych singel zadebiutował na pozycji #16 na notowaniu Billboard Bubbling Under Hot 100 Singles dnia 5 lipca 2008. 16 listopada 2008 piosenka stała się czterdziestą, która była najczęściej emitowana w amerykańskich rozgłośniach radiowych co przyczyniło się do powrotu singla na listę Billboard Hot 100. Dnia 3 grudnia 2008 kompozycja znalazła się na miejscu #62 dzięki dużej liczbie pobrań utworu za pośrednictwem witryn internetowych, czyniąc z „Untouched” pierwszy utwór zespołu The Veronicas, który znalazł się na oficjalnym notowaniu w Stanach Zjednoczonych. 7 lutego 2009 utwór osiągnął pozycję #17 i było to najwyższe miejsce, jakie udało się osiągnąć piosence. Dnia 6 stycznia 2009 iTunes Store udostępnił „Lost Tracks EP”, na której znajdowała się akustyczna wersja utworu oraz trzy strony B singla. By promować kompozycję w Stanach Zjednoczonych, The Veronicas wykonały utwór w programie Total Request Live. „Untouched” usłyszeć można było również w serialu 90210. Dnia 26 lutego 2009 singel został odznaczony platynową płytą za sprzedaż utworu w formacie digital download przekraczającą 1.000.000 egzemplarzy, co uczyniło z The Veronicas pierwszego australijskiego artystę, który uzyskał taki status w Stanach Zjednoczonych.
W Wielkiej Brytanii utwór miał premierę dnia 25 maja 2009 w formatach CD oraz digital download. Kompozycja zadebiutowała na notowaniu UK Singles Chart dwa tygodnie przed oficjalną premierą singla, na pozycji #92. W Irlandii „Untouched” zadebiutował dnia 7 maja 2009 na pozycji #38, tydzień później opuszczając notowanie. Dnia 28 maja 2009 piosenka ponownie znalazła się na notowaniach w Irlandii oraz Wielkiej Brytanii na miejscach, odpowiednio #2 i #8 dzięki wysokiej sprzedaży utworu za pośrednictwem iTunes Store. Dwa tygodnie później, 11 czerwca 2009 kompozycja znalazła się na szczycie oficjalnej listy przebojów w Irlandii.

## Teledysk
Teledysk do singla reżyserowany był przez Anthony’ego Rose i nagrywany w Marble Bar w budynku Hiltona w Sydney. Klip rozpoczynają ujęcia prezentujące hol pomieszczenia, w którym akcja teledysku ma miejsce. Następnie kamera przenosi swój obiektyw na tłum, przed którym znajduje się grający zespół. Kolejne zdjęcia ukazują wokalistki The Veronicas, które śpiewają na korytarzu, by ujrzeć mężczyznę. Potem Jessica podrywa chłopaka, nagle odchodząc. Zdezorientowany szuka dziewczyny, znajdując w tłumie Lisę jednak jest on przekonany, że to sama Jessica. Zaprasza ją na kanapę, by chwilę później chcąc pocałować dziewczynę. Po chwili zjawia się druga z bliźniaczek zabierając siostrę od mężczyzny. W czasie trwania teledysku ujrzeć można śpiewający na scenie duet wraz z zespołem. Klip miał premierę dnia 3 grudnia 2007 w australijskich stacjach telewizyjnych. W Stanach Zjednoczonych videoclip ujrzał światło dzienne w programie TRL dnia 9 lipca 2008.

## Listy utworów i formaty singla
Singel iTunes
1. „Untouched” – 4:14

Międzynarodowy singel CD; iTunes EP
1. „Untouched” – 4:14
2. „Hollywood” – 3:46
3. „Hook Me Up” (Tommy Trash remix) – 2:53

iTunes EP „Lost Tracks”
1. „Untouched” – 4:14
2. „Untouched” (wersja akustyczna) – 3:39
3. „Hollywood” – 3:46
4. „Insomnia” – 3:22
5. „Everything” – 3:28

Remix EP
1. „Untouched” (Eddie Amador remix edit) – 4:47
2. „Untouched” (Napack – Dngerous Muse remix edit) – 4:52
3. „Untouched” (Designers Drugs remix edit) – 4:49
4. „Untouched” (Von Doom radio) – 4:07

Promocyjny CD remix
1. „Untouched” (Eddie Amador Club remix) – 8:13
2. „Untouched” (Eddie Amador Dub) – 7:45
3. „Untouched” (Napack – Dangerous Muse remix) – 8:15
4. „Untouched” (Napack – Dangerous Muse Dub) – 6:30
5. „Untouched” (Von Doom Club mix) – 7:34
6. „Untouched” (Von Doom mixshow) – 5:58
7. „Untouched” (Designers Drugs remix) – 5:34

## Pozycje na listach
| Lista przebojów (2007-09)         | Najwyższa pozycja |
| --------------------------------- | ----------------- |
| Australia ARIA Singles Chart      | 2                 |
| Austria Singles Chart             | 23                |
| Finlandia Singles Top 20 Chart    | 10                |
| Holandia Top 40 Chart             | 39                |
| Irlandia Singles Chart            | 1                 |
| Kanada Billboard Hot 100          | 5                 |
| Niemcy Singles Chart              | 48                |
| Nowa Zelandia RIANZ Singles Chart | 9                 |
| Szwajcaria Singles Chart          | 34                |
| UK Singles Chart                  | 8                 |
| USA Billboard Hot 100             | 17                |
| USA Billboard Pop 100             | 17                |
| United World Chart                | 33                |

## Daty wydania
| Region            | Data                                                                 | Wytwórnia    | Format               | Katalog    |
| ----------------- | -------------------------------------------------------------------- | ------------ | -------------------- | ---------- |
| Stany Zjednoczone | 8 grudnia 2007                                                       | Warner Music | digital download     |            |
| Stany Zjednoczone | 15 kwietnia 2008 13 maja 2008 (Reedycja) Sierpień 2008 (2. reedycja) | Warner Music | airplay              |            |
| Australia         | 8 grudnia 2007                                                       | Warner Music | CD, digital download | 9362498882 |
| Francja           | 30 marca 2009                                                        | Warner Music | CD, digital download | B001TEKHBI |
| Wielka Brytania   | 25 maja 2009                                                         | Warner Music | CD, digital download |            |